# Haakon Wallem
Haakon Johan Wallem, född 1870, död 1951, var en norsk skeppsredare. Han grundade 1903 ett skeppsmäkleri i Shanghai, som snabbt expanderade till självständigt rederi.
Wallem var filantrop och donerade till ett antal kulturella ändamål i hemstaden Bergen. Den mest spektakulära gåvan var dock medel för att återuppföra den ödelagda byn Bouchavesnes i Somme-departementet i Frankrike. Byn döptes 1920 om till Bouchavesnes-Bergen, och Wallem tilldelades hederslegionen av marskalk Foch.
1922 kraschade Bergens privatbank, vilket ledde till likviditetsproblem för Wallem och tvingade honom att avyttra en del av sina tillgångar. Sin lantegendom Erviken (Øvre Ervik) kunde dock han behålla efter ett lån från vännen Johan Ludwig Mowinckel. 
1925 etablerade Wallem kontor i Hongkong. Här finns idag Wallem Groups huvudkontor. Koncernen har totalt 55 kontor i 25 länder.